# Franziska Arnold
Franziska Arnold, zeitweise auch Franziska Matthus, (* 23. Oktober 1964 in Dresden) ist eine deutsche Schauspielerin.

## Leben
Ihre Ausbildung absolvierte sie von 1983 bis 1987 an der Hochschule für Schauspielkunst „Ernst Busch“ in Berlin, wo sie eine Gesangsausbildung im Bereich Jazz / Pop erhielt und danach auch mehrere Gastdozenturen ausübte.
Im Fernsehen war sie erstmals 1989 in einer Episode der Fernsehfilm-Reihe Der Staatsanwalt hat das Wort zu sehen, worauf Besetzungen in Filmen, wie etwa in Klaus Gendries’ Rheinsberg, folgten. Auch in Fernsehserien wie Kanzlei Bürger, Polizeiruf 110 sowie Unser Charly trat sie auf und war über mehrere Folgen hinweg in den Krimireihen Im Namen des Gesetzes und Wolffs Revier zu sehen.
Einem großen Fernsehpublikum wurde Arnold durch ihre Rolle als Dr. Evelyn Kaltenbach in der erfolgreichen RTL-Serie Hinter Gittern – Der Frauenknast bekannt, die sie ab 1997 für neun Jahre spielte. Nach ihrem Ausscheiden dort erhielt sie 2008 sogleich ihre nächste Hauptrolle als Natascha Broda in der Sat.1-Telenovela Anna und die Liebe, in der sie bis zum Ende der Serie zu sehen war. Bis Mai 2013 arbeitete sie unter dem Namen Franziska Matthus, seitdem nutzt sie jedoch wieder ihren Geburtsnamen.

## Theater
- 1987–1994 festes Engagement am Staatsschauspiel in Dresden
- ab 1993 am Deutschen Theater in Berlin
- ab 1993 im Friedrichstadtpalast in Berlin

## Filmografie
- 1989: Der Staatsanwalt hat das Wort: Noch nicht zu Hause (TV-Reihe)
- 1989: Polizeiruf 110: Der Tod des Pelikan (TV-Reihe)
- 1990: Rheinsberg
- 1991: Stein
- 1992: Alles Lüge
- 1992: Das Land hinterm Regenbogen
- 1994: A.S. (Serie), Ep. Der Test
- 1994: OP ruft Dr. Bruckner (Fernsehserie, eine Folge)
- 1994: Kanzlei Bürger
- 1994: Polizeiruf 110: Arme Schweine (TV-Reihe)
- 1994: Burning Life
- 1995: Alarm für Cobra 11 – Die Autobahnpolizei (Fernsehserie, eine Folge)
- 1995, 2002: Wolffs Revier (Fernsehserie, zwei Folgen)
- 1995: Praxis Bülowbogen (Fernsehserie, eine Folge)
- 1996: Feuerbach (Fernsehserie, eine Folge)
- 1996: Balko (Fernsehserie)
- 1997: Agentenfieber
- 1998: Für alle Fälle Stefanie (Fernsehserie, eine Folge)
- 1999, 2000, 2002: Im Namen des Gesetzes (Fernsehserie, drei Folgen)
- 1999: Schande
- 2000: Der Fahnder (Fernsehserie, eine Folge)
- 2001: Die Wache (Fernsehserie)
- 2001: Der letzte Zeuge (Fernsehserie)
- 2001: Finkelstein
- 2002: Klinikum Berlin Mitte – Leben in Bereitschaft
- 2003: Vier Küsse und eine E-Mail
- 2003: Edel & Starck (Fernsehserie, eine Folge)
- 2003: Wolffs Revier (Fernsehserie)
- 2004: Der letzte Zeuge (Fernsehserie)
- 2004: Sabine!! (Fernsehserie, eine Folge)
- 2004: Kurt Cobain
- 2005: Abschnitt 40 (Fernsehserie, eine Folge)
- 2005: SOKO Köln (Fernsehserie, eine Folge)
- 1997–2006: Hinter Gittern – Der Frauenknast (Fernsehserie)
- 2006: Unser Charly (Fernsehserie, eine Folge)
- 2006: L’enfer
- 2008: Rheingold
- 2008–2012: Anna und die Liebe (Telenovela)
- 2012: Wolff – Kampf im Revier
- 2015: SOKO Wismar – Goldener Herbst

## Auszeichnungen
- 1986: Erich-Weinert-Medaille, Kunstpreis der FDJ[1]